# 茨城県道・千葉県道11号取手東線
茨城県道・千葉県道11号取手東線（いばらきけんどう・ちばけんどう11ごう とりであずません）は、茨城県取手市から同県稲敷市に至る県道（主要地方道）である。

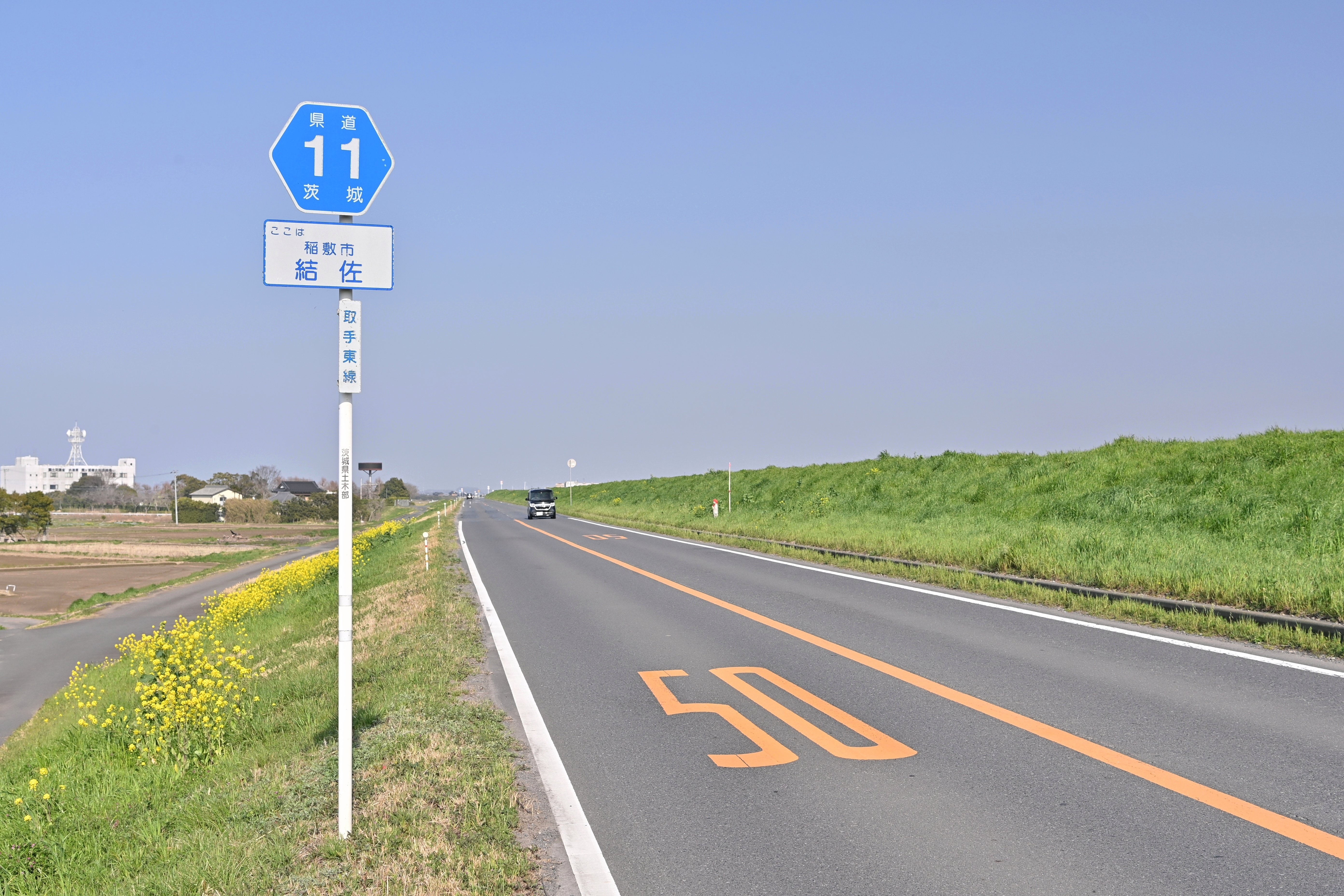
茨城県道11号取手東線
稲敷市結佐（2024年3月）

## 概要
茨城県取手市新町から東へ向かい、北相馬郡利根町、稲敷郡河内町を経て、稲敷市までを東西に横断する延長約46kmの幹線道路である。ほぼ利根川の北側（左岸）に沿った道路で、路線の大部分は茨城県にあり、わずかであるが、終点側の一部が千葉県香取市を通過する。

### 路線データ
- 起点：茨城県取手市新町4丁目（国道6号交点）[1]
- 終点：茨城県稲敷市西代（水郷大橋北交差点、国道51号、茨城県道2号水戸鉾田佐原線交点、茨城県道・千葉県道101号潮来佐原線重複）[1]
- 重要な経過地：北相馬郡利根町、稲敷郡河内町[2]
- 総延長：45.552 km（茨城県区間：43.740 km[3]、千葉県区間：1.812 km[4]）
- 重用延長：0.053 km（茨城県区間：0.053 km[3]、千葉県区間：0.0 km）
- 未供用延長：なし（茨城県区間：0.0 km[3]、千葉県区間：*.* km）
- 実延長：45.499 km（茨城県区間：43.687 km[3]、千葉県区間：1.812 km[4]）
- 自動車交通不能区間延長[注釈 1]：なし（茨城県区間：0.0 km[3]、千葉県区間：*.* km）
- Google マップ

## 歴史
1982年（昭和57年）11月1日、本路線の前身にあたる県道東竜ケ崎線（整理番号132、稲敷郡東村大字西代 - 龍ケ崎市）の一部と県道小巻取手線（整理番号136、稲敷郡河内村大字小巻 - 取手市）を統合廃止して、新たな主要地方道として認定されたものである。のちに、茨城県道区間と千葉県道区間の整理番号を整合して整理番号11に統一された。

### 年表
- 1979年（昭和54年）10月26日
  - 茨城県において、前身にあたる県道東竜ヶ崎線（整理番号132、稲敷郡東村大字西代 - 龍ケ崎市）が路線認定される[6]。
  - 前々身にあたる県道上之島竜ケ崎線（整理番号132、稲敷郡東村大字上之島 - 龍ケ崎市）を路線廃止[7]。
- 1982年（昭和57年）
  - 11月1日
    - 茨城県告示第1475号において認定。（65号取手東線 - 取手市から北相馬郡利根町、稲敷郡河内村を経て稲敷郡東村）[2]
    - 道路区域を、取手市新町4丁目（国道6号） - 稲敷郡東村大字西代（国道125号）に指定[1]
    - 同時に、東竜ケ崎線（整理番号132）、小巻取手線（整理番号136）の県道路線を廃止[5]
    - 千葉県告示第874号において認定。（11号取手東線 - 茨城県取手市から千葉県佐原市を経て茨城県稲敷郡東村）
- 1985年（昭和60年）9月9日：稲敷郡東村大字西代字南田530番地先 - 同村大字西代字東田1675番地先の区間を供用開始[8]。
- 1987年（昭和62年）3月26日：稲敷郡東村大字西代字東田1675番地 - 同村大字西代字内野266番4の区間を供用開始[9]。
- 1989年（平成元年）4月10日：稲敷郡河内村大字源清田 - 同村大字長竿（長竿東交差点）の新道（約2.9 km）が開通[10]。
- 1991年（平成3年）5月9日：河内村金江津地内の旧道 (2.815 km) が指定解除により村道に降格する[11]。
- 1993年（平成5年）
  - 5月11日：建設省から、県道取手東線が取手東線として主要地方道に指定される[12]。
  - 12月2日：河内村大字片巻 - 大字金江津のバイパス道路を新設する道路区域 (1.02 km) が決定する[13]。
- 1994年（平成6年）
  - 1月10日：取手市東3丁目（東4丁目交差点） - 同市大字吉田（利根川浄水場前）間を現ルートに変更[14]。
  - 3月10日：稲敷郡河内町大字長竿地内 (3.364 km)、大字源清田地内 (1.040 km) の旧道が指定解除により町道に降格する[15]。
- 1995年（平成7年）3月30日：茨城県区間において、整理番号が整理番号65から現在の番号（整理番号11）に変更される[16]。
- 1998年（平成10年）5月7日：河内町大字片巻 - 大字金江津の旧道 (1.111 km) が指定解除され、河内町道に降格[17]。
- 2000年（平成12年）4月1日：河内町大字長竿 - 大字金江津の区間を、通行する車両の最大重量限度25トンの道路に指定[18]。
- 2001年（平成13年）3月1日：河内町大字金江津 - 稲敷郡東町大字橋向の区間を、通行する車両の最大重量限度25トンの道路に指定[19]。
- 2002年（平成14年）10月28日：河内町大字生板地内にバイパス (2.362 km) を新設する道路区域が決定する[20]。
- 2009年（平成21年）
  - 6月1日：取手市取手1丁目 - 同市東1丁目を電線共同溝を整備すべき道路に指定[21]。
  - 10月26日：北相馬郡利根町大字中田切（主要地方道千葉竜ヶ崎線） - 大字羽中までバイパス (1.068 km) を新設する道路区域が決定する[22]。
- 2010年（平成22年）3月29日：稲敷市大字六角 - 同市大字結佐（国道125号・市役所東庁舎付近）の旧道区間 (2.511 km) が指定解除され、稲敷市道へ降格[23]。

## 路線状況
道路法の規定に基づき、以下の区間は緊急輸送道路として機能を維持するため、災害発生時の被害拡大防止を目的に新たに道路用地内に電柱を建てることが制限されている。
- 取手市新町4丁目（国道6号交差） - 北相馬郡利根町布川（栄橋交差点）[24]
- 利根町布川（利根町道交差） - 同（同）[24]
- 稲敷郡河内町源清田（一般県道河内竜ケ崎線交差） - 同町長竿（長竿東交差点）[24]
- 北相馬郡利根町布川（利根町道交差） - 北相馬郡利根町羽中（利根町道交差）[25]

### バイパス
- 生板バイパス
茨城県稲敷郡河内町生板（まないた）地区に計画されている延長2.3 km、幅員10 m（車道部6 m/2車線）のバイパス。河内町生板地区の現道は1車線の狭小区間で離合困難であることから、道路改良事業として現道の北側に並行するバイパスが計画され、平成7年度より事業化されて道路整備が進められている。現在まで、起点側の主要地方道美浦栄線との交差点改良に伴う280 mが部分供用されている[26]。

### 重複区間
- 茨城県道68号美浦栄線（茨城県北相馬郡利根町加納新田地内）
- 茨城県道103号江戸崎下総線（茨城県稲敷郡河内町金江津 「常総大橋入口」 - 河内町平川）

### 道路施設
- 相野川橋（相野川、取手市）
- 戸田井橋（小貝川・昭和47年6月竣功、取手市-利根町境）

### 利用状況
交通量
| 地点                 | 平日12時間        | 平日24時間        |
| 地点                 | 2005年度⇒2010年度 | 2005年度⇒2010年度 |
| 茨城県取手市小文間   | 6,693台⇒13,430台  | 8,768台⇒17,325台  |
| 茨城県稲敷市結佐2242 | 6,372台⇒ 5,211台  | 8,347台⇒ 6,722台  |

## 地理
地勢は、道路周辺一帯が利根川下流低地にあり、沿線は住宅が点在する田園風景を臨む。大きな起伏は無く、交差点を除いては利根川下流域の北側（左岸）に沿って線形のよい道路が延びる。利根町の一部と河内町 - 稲敷市間は、利根川堤防に道路がある。利根川左岸は茨城県域であるが、稲敷市で千葉県香取市の利根川向うの飛地（野間谷原地区、石納地区）があり、この地区の路線の約1.9 km区間が千葉県道である。

### 通過する自治体
- 茨城県
  - 取手市
  - 北相馬郡利根町
  - 稲敷郡河内町
  - 稲敷市 -
- 千葉県
  - 香取市 -
- 茨城県
  - 稲敷市

### 交差する道路
- 国道6号（起点）

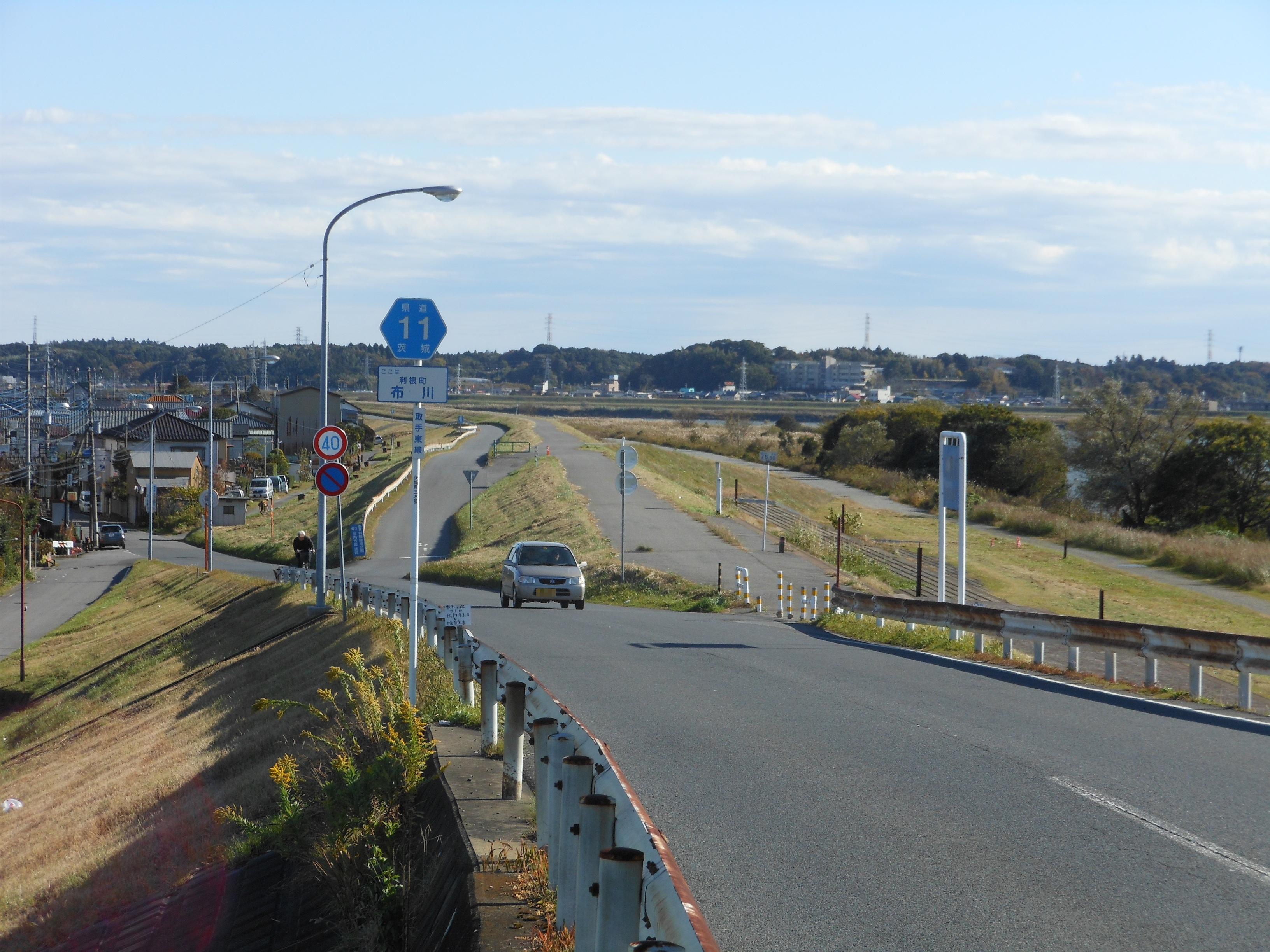
茨城県道11号取手東線
沿線風景（利根町布川）

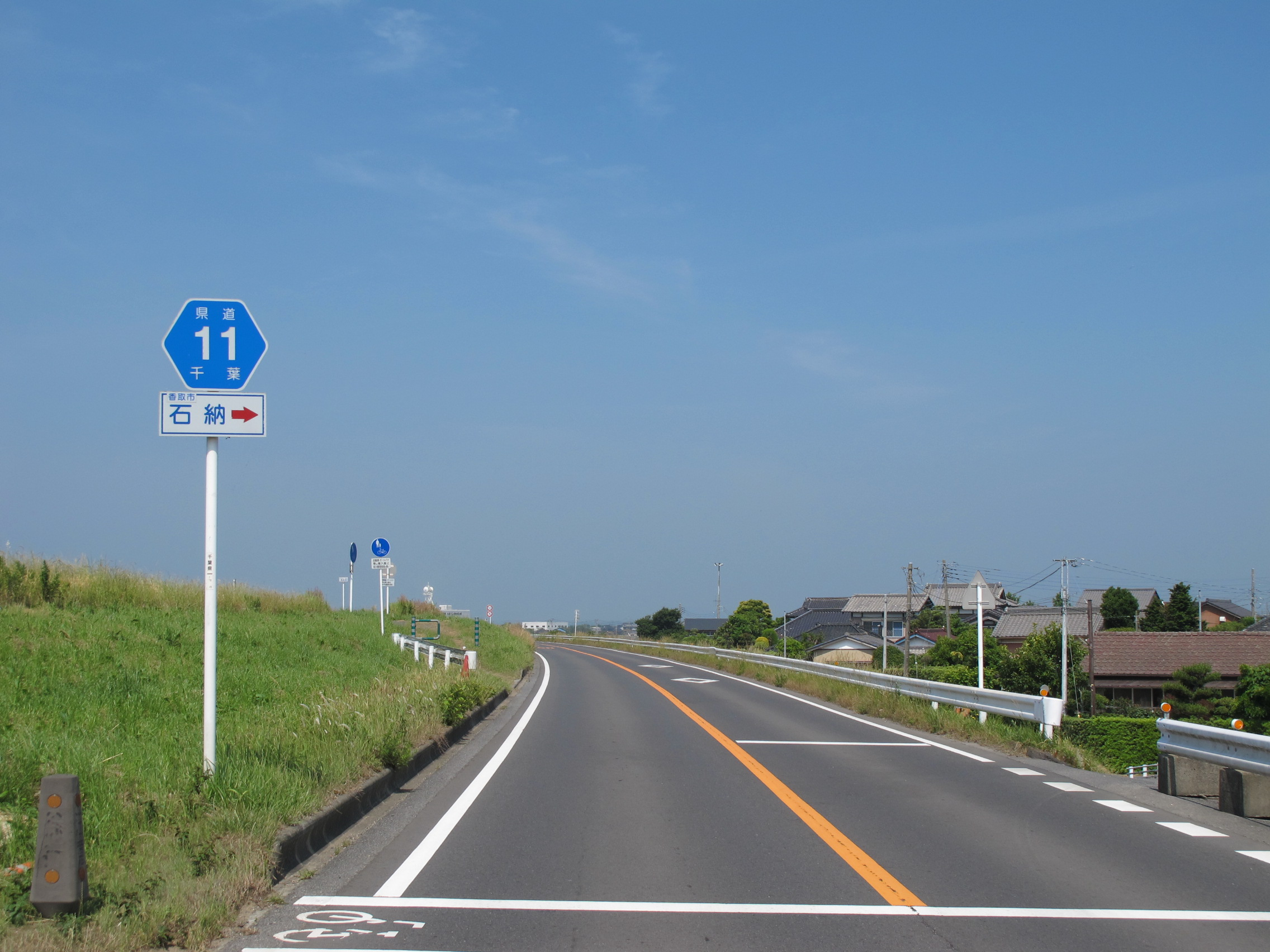
千葉県道11号取手東線
香取市石納（2013年6月）

- 茨城県道269号取手停車場線（取手市取手2丁目）
- 茨城県道219号白山前取手線（取手市東2丁目）
- 茨城県道229号取手谷中線（取手市東4丁目）
- 茨城県道209号立崎羽根野線（北相馬郡利根町羽根野）
- 茨城県道4号千葉竜ヶ崎線（利根町布川 「栄橋」交差点。茨城県道170号我孫子利根線終点）
- 茨城県道209号立崎羽根野線（利根町立崎）
- 若草大橋有料道路・茨城県道68号美浦栄線（北相馬郡利根町惣新田）
- 茨城県道68号美浦栄線（北相馬郡利根町加納新田）
- 茨城県道121号河内竜ケ崎線（稲敷郡河内町源清田）
- 国道408号（河内町長竿・長竿東交差点）
- 茨城県道103号江戸崎下総線（稲敷郡河内町金江津）
- 茨城県道103号江戸崎下総線（稲敷郡河内町平川）
- 茨城県道107号江戸崎神崎線（稲敷市橋向）
- 茨城県道101号潮来佐原線（稲敷市西代）
- 国道51号、茨城県道・千葉県道2号水戸鉾田佐原線（終点）

### 沿線にある施設など
- JR常磐線 取手駅
- 取手新道郵便局（取手市台宿）
- 取手市立取手第一中学校（取手市吉田）
- 茨城県企業局利根川浄水場（取手市小文間）
- 県南クリーンセンター（取手市小文間）
- 東京芸術大学取手キャンパス（取手市小文間）
- 茨城県立取手松陽高等学校（取手市小文間）
- 利根町役場（北相馬郡利根町布川）
- 利根町国保診療所（北相馬郡利根町羽中）
- 河内町役場（稲敷郡河内町源清田）
- 河内郵便局（稲敷郡河内町源清田）
- 稲敷市立あずま南小学校（稲敷市曲淵）
- 国土交通省関東地方整備局霞ヶ浦導水工事事務所 利根機場（稲敷市結佐）
- パルナ（稲敷市西代）
- 利根川
  - 栄橋 - 若草大橋 - 長豊橋 - 常総大橋 - 神崎大橋 - 水郷大橋
- 横利根川
  - 横利根閘門（稲敷市西代）